# Isabel de Portugal, reina de Castilla
Isabel de Portugal (Reino de Portugal, 1428 - Arévalo, 15 de agosto de 1496) fue una infanta portuguesa perteneciente por nacimiento a la casa de Avís, que por su matrimonio con Juan II de Castilla fue reina consorte castellana entre 1447 y 1454. Fue hija del infante Juan de Portugal y de Isabel de Barcelos, nieta del rey Juan I de Portugal y madre de la reina Isabel la Católica y del infante Alfonso de Castilla.
En su época se consideró que sufría enajenación mental, y aunque en el siglo  XXI se le siga atribuyendo la locura en la cultura popular, parece que los síntomas que presentaba se pueden asignar en la medicina moderna al diagnóstico de depresión postparto.

## Nacimiento y ascendencia
Se desconoce su fecha y lugar de nacimiento, y únicamente se sabe que nació en el año 1428 en algún lugar del Reino de Portugal. Su padre fue el infante Juan de Portugal, III condestable del reino y señor de Reguengos de Monsaraz, Belas y Colares, hijo de los reyes Juan I de Portugal y Felipa de Lancaster. Su madre, Isabel de Barcelos, pertenecía a la casa de Braganza, como hija del duque Alfonso I de Braganza y de su primera mujer, Beatriz Pereira de Alvim; Juan e Isabel eran tío y sobrina. Educada en la corte de Portugal, no se conocen detalles de su vida hasta su llegada a Castilla.

## Matrimonio con el rey de Castilla

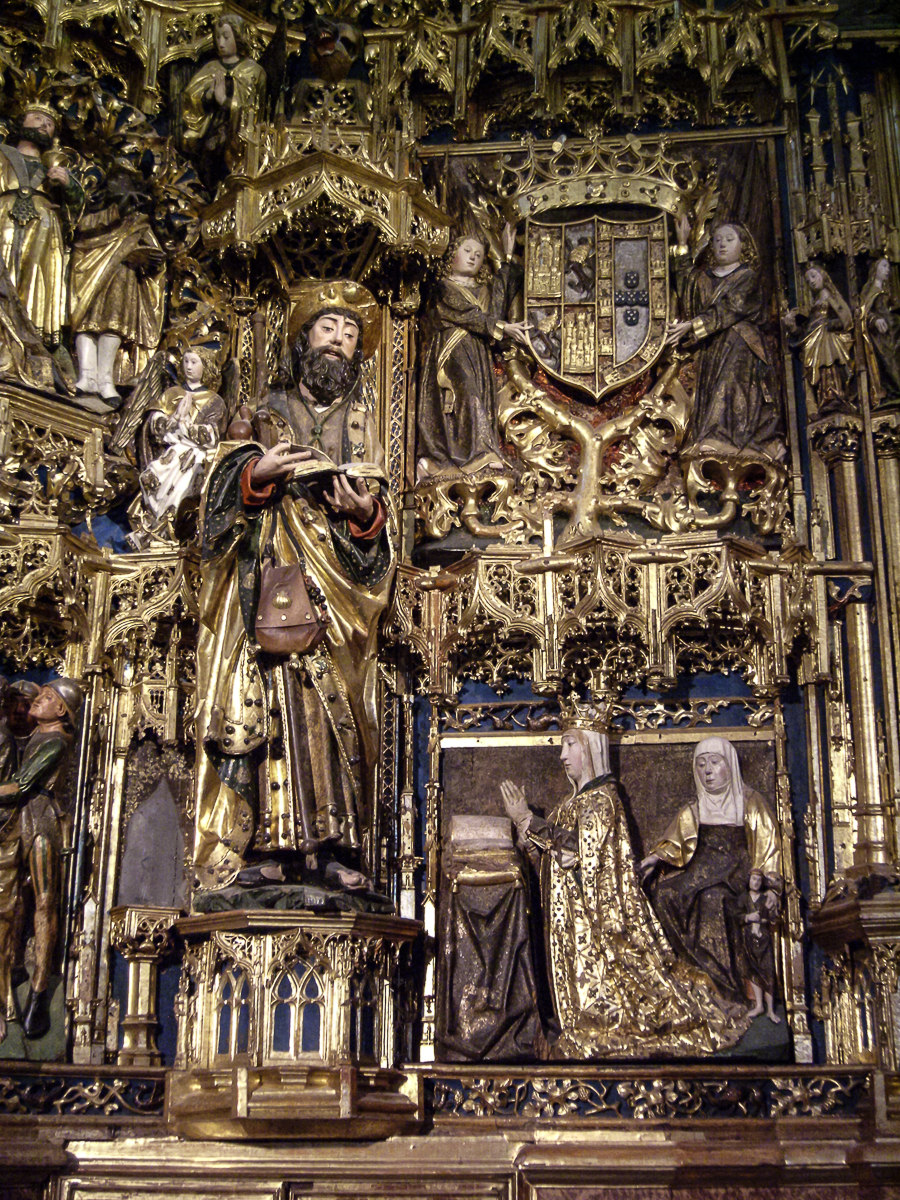
Detalle del retablo mayor de la Cartuja de Miraflores. Aparece representada la reina Isabel de Portugal en actitud orante, acompañada de su patrona, santa Isabel y su hijo san Juan Bautista. Sobre ella, dos ángeles sostienen su escudo, en el que aparecen las armas de Castilla y León, y de Portugal. En el lado del Evangelio se encuentra la efigie de su marido, el rey Juan II, acompañado del apóstol Santiago.

El 18 de febrero de 1445 falleció la reina María de Aragón, posiblemente envenenada por orden de Álvaro de Luna, condestable de Castilla, dejando viudo a Juan II de Castilla. El reino vivía el final de la guerra civil castellana, que enfrentó a los juanistas (partidarios de Juan II) con los infantes de Aragón, y el condestable Álvaro de Luna pidió ayuda a los portugueses, liderados por el infante Pedro de Portugal. Aunque los soldados no llegaron a participar porque los juanistas ya habían vencido a los aragoneses en la batalla de Olmedo, las tropas ocasionaron a Castilla una importante deuda de 45.000 florines aragoneses. Luna y el infante portugués estaban desarrollando una alianza política contra el partido aragonés, y vieron en Isabel de Portugal una candidata idónea para ello. Parece que, sin que Juan II tuviese noticia de ello, comenzaron a concertar el matrimonio entre ambos. Pocos meses después de morir María de Aragón, el enlace ya estaba gestado. A petición de los condestables, y debido al tercer grado de consanguinidad que había entre ambos, el papa Eugenio IV expidió un breve apostólico que dispensaba la unión, fechado en Roma el 5 de noviembre de 1445.
La crónica de Juan II sostiene que el rey tenía la intención de desposar a la princesa Radegunda, hija de Carlos VII de Francia, pero finalmente fue convencido para elegir a Isabel. Las primeras negociaciones fructíferas tuvieron lugar el 2 de abril de 1446 en Ávila, en las que se firmaron los acuerdos sobre su dote y el 9 de octubre en Évora se estableció el compromiso matrimonial, donde además de estipular las condiciones del matrimonio, considerando la diferencia de edad de los contrayentes – él tenía 41 y ella 18 – se establecieron las disposiciones en las que ella quedaría en caso de enviudar. Podría regresar a Portugal y casar de nuevo, sin renunciar a las rentas vitalicias que se le asignaban, ni a los 3 millones de maravedís que le entregaba la corona de Castilla al contraer matrimonio. Además, se le concedía total libertad para el gobierno y servicio de su propia casa. El compromiso matrimonial fue celebrado en Portugal en mayo de 1447 con grandes fiestas en Lisboa, en Coímbra y en Pinhel, donde fue recogida por un séquito de castellanos para entregarla en Madrigal de las Altas Torres.
Finalmente, el 22 de julio de 1447 contrajo matrimonio con Juan II en el palacio real de Madrigal de las Altas Torres, y la ceremonia fue oficiada por Pedro de Castilla, tío del rey, y obispo de Palencia. Fue dotada por Alfonso V de Portugal con los 45.000 florines de la deuda que Castilla tenía con Portugal, y otros 60.000 florines más de su legítima, que debía recibir a la muerte de su madre. Por su parte, Juan II le entregó los 3 millones de maravedís, 1,350.000 maravedíes anuales de renta y los señoríos de Soria, Arévalo y Madrigal, porque aunque también figuraba el de Ciudad Real, parece que nunca tomó posesión de él. De Madrigal lo hizo el 2 de agosto, y de Soria el 14 de agosto. Uno de los testigos del enlace fue el marqués de Santillana, que en su obra poética dedicó a la reina una canción que comienza «Dios vos faga virtuosa, Reina bien aventurada, quanto vos fizo fermosa», en la que cita al pintor Giotto.
Fruto de su matrimonio con Juan II nacieron dos hijos:
- Isabel I de Castilla (1451-1504). Reina de Castilla. Sucedió a su medio hermano Enrique IV de Castilla. Contrajo matrimonio con su primo Fernando II de Aragón y fue sepultada en la Capilla Real de Granada.
- Alfonso de Castilla (1453-1468). Príncipe de Asturias y pretendiente al trono con el nombre de «Alfonso XII». Fue sepultado en la Cartuja de Miraflores.

## Etapa como reina consorte
Desde Portugal llegó a Castilla el mismo mes de su matrimonio, rodeada de un numeroso séquito de damas de compañía, entre las que se encontraban Beatriz de Silva, quien destacó en la nueva corte por su belleza, y más tarde fundó la Orden de la Inmaculada Concepción y fue canonizada por la Iglesia católica; y Catalina Franca de Castro, hija del caballero Juan de Franca y Alarzón, que fue su menina, dama de compañía y camarera mayor, que terminaría convirtiéndose en su dueña de mayor confianza desde su llegada a Castilla. Junto a su marido Gutierre Velázquez de Cuéllar (1430-1492), terminarían gobernando su casa hasta su muerte.
Durante los primeros años como reina consorte, su vida en la corte estuvo protagonizada por cacerías, banquetes y bailes, y se mostró como una persona responsable de sus actos y con capacidades suficientes para el gobierno. En lo que respecta a la política del reino, jugó un papel determinante en la caída del condestable Álvaro de Luna, de quien fue enemiga acérrima. Además, en su biblioteca disponía de un ejemplar del Memorial de Virtudes, de Alonso de Cartagena, en la que se refleja la preocupación del gobernante por tomar las decisiones adecuadas para sus súbditos, que el propio autor le dedicó.
Con el nacimiento de su primera hija, su salud mental comenzó a deteriorarse, y se consideró que sufría enajenación mental. La enfermedad se vio agravada al dar a luz a su segundo hijo, y más aún con la muerte de su marido. Los síntomas que manifestaba están diagnosticados en la medicina moderna como depresión postparto. Los problemas de salud mental se han atribuido a la genética de la casa real portuguesa. Respecto al trato personal con su marido, las crónicas reflejan una gran relación marital, y pudo encontrar en ella la belleza y el amor que no tuvo de María de Aragón. Sus muestras de cariño y abrazos en público son reflejados por los cronistas, y consiguió rejuvenecer el espíritu del rey. Cuando empezó a mostrar los primeros síntomas de inestabilidad emocional, su marido intentó levantar su ánimo con regalos, como «vna cadena de oro fecha a manera de troncos en la qual auía çinquenta e ocho eslauones esmaltados de blanco e de pardillo e de rosicler, la qual pesó seys marcos e vna onça», o una renta de 6.000 maravedíes.

## Etapa como reina viuda

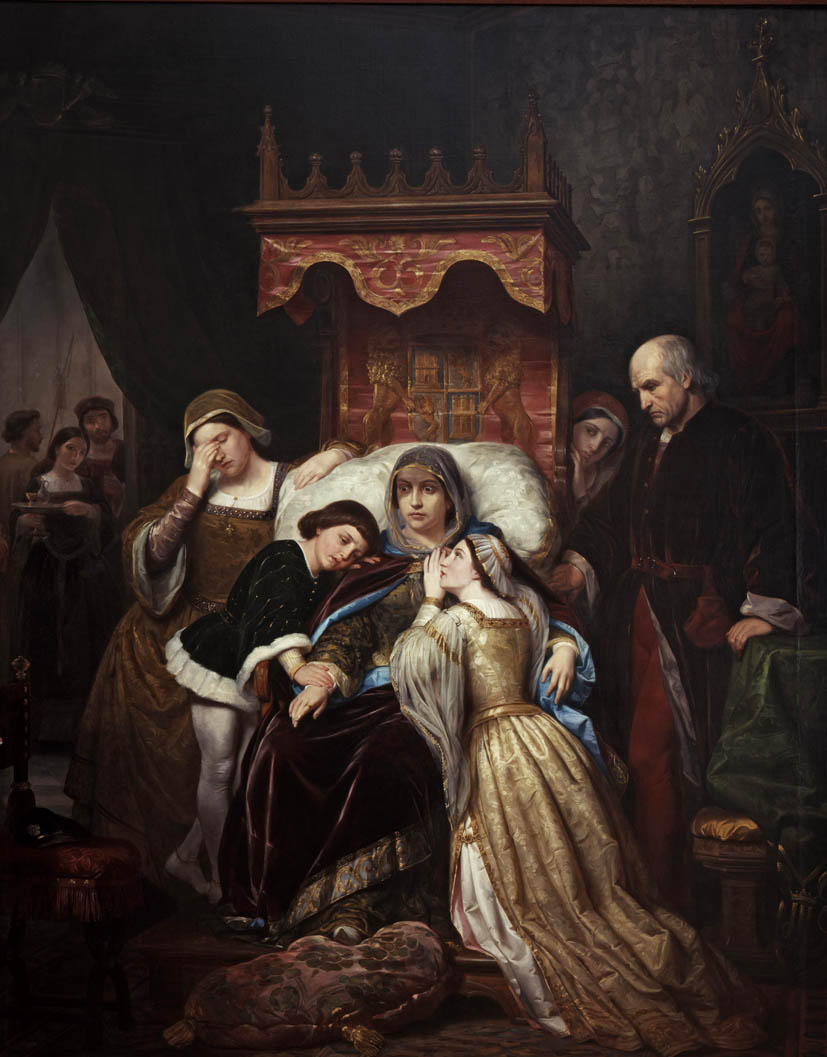
La demencia de Isabel de Portugal. Cuadro atribuido al pintor barcelonés Pelegrín Clavé, en el que se muestra a la reina viuda de Castilla, Isabel de Portugal y Braganza, siendo víctima de uno de sus ataques de demencia. A su lado se encuentran su hijo menor, Alfonso de Castilla (izquierda) y su hija mayor, la futura reina Isabel la Católica (derecha) junto con otros personajes de la pequeña corte que acompañaba a la familia en su exilio.

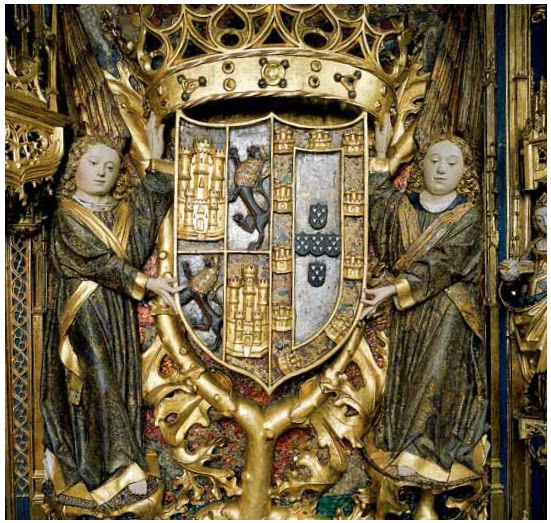
Detalle del escudo de Isabel de Portugal en el retablo de la cartuja, en el que se representan las armas de Castilla, de León y de Portugal.

Juan II de Castilla falleció en Valladolid el 22 de julio de 1454, habiendo designado en su testamento a su mujer como tutora y administradora de las personas y bienes de los infantes Isabel y Alfonso, siempre que permaneciese en sus reinos y mantuviese castidad, por lo que le obligaba a permanecer en Castilla. Las capitulaciones que le permitían volver a Portugal y casar de nuevo, no recogieron ningún acuerdo respecto a la descendencia que pudiese haber, por lo que nunca volvería a vivir en Portugal. Antes de morir, influido por Juan Pacheco, marqués de Villena, y posiblemente con la finalidad de evitar una nueva guerra civil, Juan II nombró sucesor al hijo que tuvo con su primera mujer, que ascendió al trono como Enrique IV de Castilla. Su matrimonio con la infanta Blanca de Navarra había sido declarado nulo un año antes, y casó con su prima Juana de Portugal en 1455, que también era prima de la reina viuda Isabel.
Las crónicas hacen referencia al empeoramiento de los problemas mentales de la reina tras la muerte de Juan II, de los que nunca se recuperaría. En enero de 1455 fijó su residencia en las Casas Reales de Arévalo, en compañía de su madre y de sus hijos.  Aunque en su testamento el rey designó que su casa estuviera gobernada por García Martínez de Bahamonde, obispo de Lugo, parece que se encomendó en 1456 el gobierno de su casa y persona a Gutierre Velázquez de Cuéllar y a su mujer Catalina Franca, con el oficio de camareros mayores de la reina. Velázquez se convirtió en su hombre de absoluta confianza y se mantuvo a su servicio hasta que murió en 1492. Su mujer aún asistía a la reina cuando esta falleció, y algunos de sus hijos también estuvieron al servicio real, destacando su hijo Juan Velázquez de Cuéllar, que continuó con el gobierno de la casa de la reina viuda a la muerte de su padre, y fue un personaje relevante durante el reinado de Isabel la Católica. Otra de las damas que estuvo a su cuidado fue María de Guevara, hija de Ladrón de Guevara y Quesada, señor de Escalante y Treceño, y mujer de Arnao de Velasco, hermano de Juan de Velasco, I conde de Siruela.
Aunque tradicionalmente se ha considerado que vivió recluida en Arévalo sin ninguna actividad, la documentación histórica demuestra que desde allí se dedicó a la gestión de sus estados, y cuando le fue permitido, a la educación de sus hijos, tarea en la que también contribuyó su madre. En 1455 aparece defendiendo los intereses de su hija Isabel sobre la villa de Cuéllar, que Juan II le había legado, dos años más tarde fue a Maqueda para hacer lo mismo con la propiedad de su hijo Alfonso, y en 1460 lo hacía con su señorío de Soria. Siguiendo la crónica, las relaciones con el nuevo rey fueron inicialmente buenas «la trató con veneración, poniéndola un Capitan con docientos soldados de a caballo, que la sirviesen de Guardias, y de quanto fuesse de su agrado», y fue a visitarla en nueve ocasiones, pero debieron de empeorar cuando en 1461 ordenó que sus hermanos Isabel y Alfonso fuesen trasladados a la corte, alejados de su madre y su círculo de influencia.
Los acontecimientos que tuvieron lugar en los años sucesivos perturbaron aún más su salud mental. En 1465 falleció su madre, y en 1468 tuvo que enfrentarse a la de su hijo Alfonso, con apenas quince años. Además, en 1469 Enrique IV le quitó la villa de Arévalo y se la entregó a Álvaro de Zúñiga y Guzmán, conde de Plasencia. Frente al considerable agravio que supuso para ella, abandonó la villa y se trasladó a Madrigal. Con la muerte de Enrique IV en 1474, su hija Isabel fue proclamada reina de Castilla, que la mantuvo alejada de la corte y de Arévalo, confinada en sus palacios de Madrigal, hasta 1480, que recuperó Arévalo para ella. Durante la última etapa de su vida continuó mostrando problemas mentales, pero la documentación demuestra que fue consciente y capaz en la gestión de su casa y señoríos, controlada por los Reyes Católicos, quienes la visitaban con frecuencia, y su hija Isabel se encargaba de servirla personalmente en esos encuentros. En 1494, dos años antes de morir, aún se encargaba de los problemas que le ocasionó el breve señorío de Arévalo por los Zúñiga, y un año antes de su final y probablemente ya enferma, intercedió ante los reyes por una de sus damas, María Velázquez, hija de Gutierre y Catalina Franca, con motivo de su dote.
En lo que respecta a la política durante el reinado de Enrique IV, tuvo un papel de cierta relevancia, aconsejada por su madre. Aunque no existen noticias al respecto, es posible que ambas hubiesen participado en la Farsa de Ávila, en la que el infante Alfonso, con doce años, fue proclamado rey. Tampoco está comprobada su participación en las negociaciones secretas con Juan II de Aragón para el matrimonio de su hija Isabel con el príncipe Fernando, heredero de Aragón, pero teniendo en cuenta su amplia visión política, es muy probable que tuviese un papel importante.

## Muerte y enterramiento

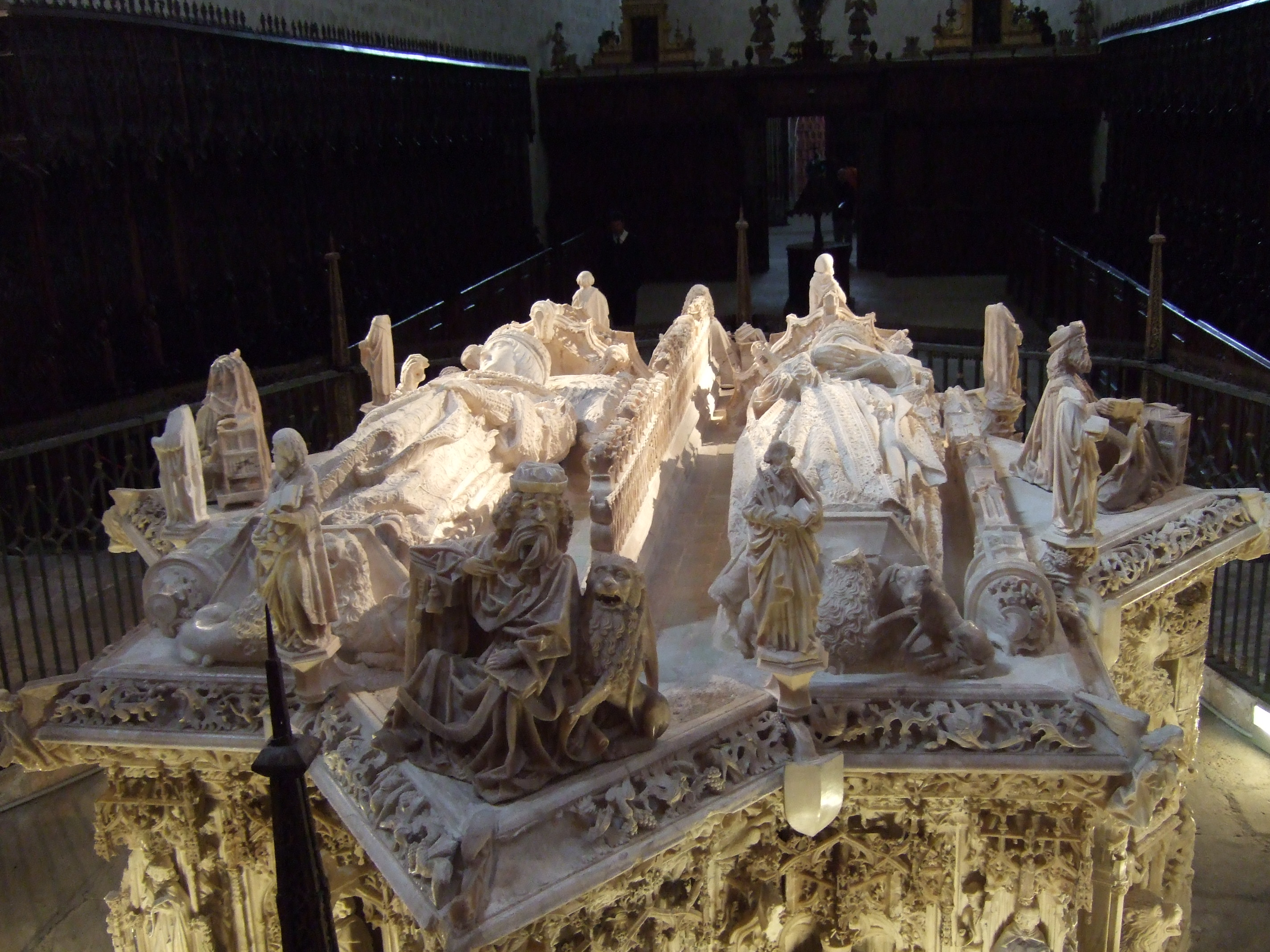
Sepulcro de Juan II e Isabel de Portugal en la Cartuja de Miraflores.

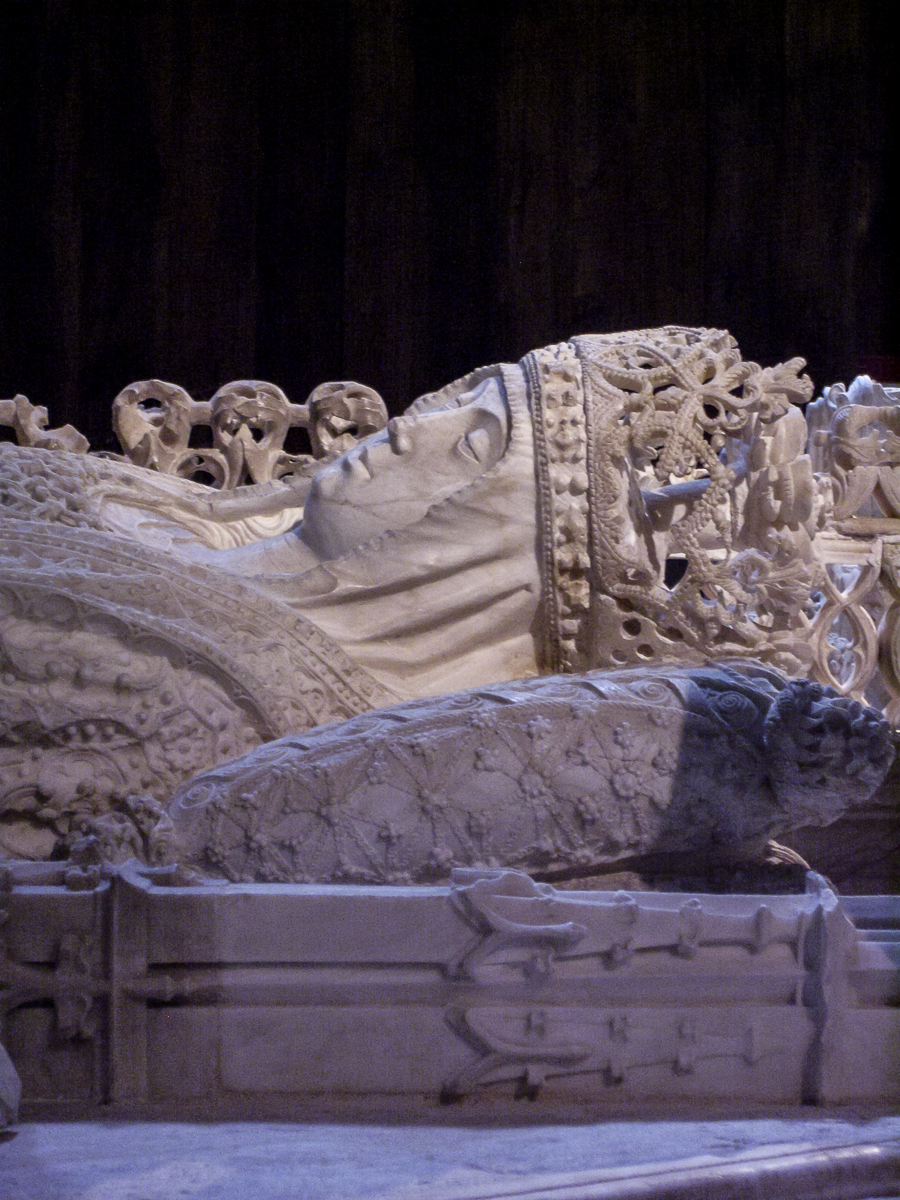
Detalle de la cabeza de Isabel de Portugal en su sepulcro.

Tras haber enfermado un mes antes y ser atendida por un equipo de médicos, entre los que estaba Juan de la Parra, la reina Isabel falleció en las casas reales de Arévalo el 15 de agosto de 1496. Sus honras funerarias se celebraron con gran fastuosidad, y fue enterrada en san Francisco de Arévalo, decisión tomada con anterioridad por el contador Juan Velázquez de Cuéllar. Aquel cenobio sirvió de depósito para varios miembros de su familia: allí fue enterrada su madre Isabel de Barcelos,  y también fue lugar de descanso de su hijo, el infante Alfonso de Castilla, hasta que fue trasladado en 1492. En él permaneció hasta febrero de 1505, cuando sus restos mortales fueron trasladados a la Cartuja de Miraflores, cumpliendo su testamento, otorgado el 14 de julio de 1496, por el que mandaba ser enterrada en la cartuja junto a su marido. Allí fue enterrada el 24 de febrero de 1505, habiendo fallecido ya su hija Isabel.
El importante sepulcro estrellado que custodia los restos mortales de Juan II y de la reina Isabel, fue encargado por su hija Isabel a Gil de Siloé, y estaba terminado en 1493. Se trata de un conjunto monumental de estilo gótico realizado en alabastro, con las estatuas yacentes de los monarcas. Isabel está representada con corona y velo, descansando sobre dos almohadones, con vestidos de tejidos con ricos bordados, adornada con numerosos anillos y sosteniendo entre sus manos un libro y un rico rosario. A sus pies, aparecen un perro, un niño y un león, en representación de los ideales femeninos de fidelidad, ternura y fuerza. En el año 2006, con motivo de la restauración de la cartuja, se realizó un estudio antropológico de los restos mortales de Juan II, de la reina Isabel y del infante Alfonso. Se pudo comprobar que del esqueleto de la reina solo se conservan cuatro fragmentos óseos, con los que se pudo comprobar la relación maternal con el infante Alfonso. La mayor parte del esqueleto de la reina debió desaparecer durante el saqueo de los franceses a la cartuja en el transcurso de la guerra de la Independencia Española en 1808, o en el saqueo sufrido en 1821. Debido a la escasa conservación de restos, no fue posible determinar la causa de la muerte de la reina, aunque pudo deberse a una enfermedad breve relacionada con su longevidad.
Además de los sepulcros, su hija Isabel encargó el retablo mayor de la iglesia a Gil de Siloé y Diego de la Cruz, quienes ejecutaron la obra entre 1496 y 1499. En el conjunto están representados sus padres. En el lado del Evangelio aparece la figura de Juan II, mientras que en la Epístola se ubica la de la reina Isabel, que constituye una de las pocas representaciones contemporáneas que se conservan de ella. En actitud orante, está acompañada de su patrona, santa Isabel y su hijo san Juan Bautista, santa por la que tuvo especial devoción. Sobre ella, dos ángeles sostienen su escudo, en el que aparecen las armas de Castilla y León, y de Portugal. También se encuentran los bustos de Juan II e Isabel de Portugal en las enjutas de la capilla de la Virgen de Valvanera, de la cartuja.
Isabel utilizó, al igual que su marido, la divisa del Ristre, creada por Álvaro de Luna en 1428 como símbolo antiaragonista. De esta manera, seis ristres sostienen su escudo de armas en la portada de la Cartuja de Miraflores. Además, por la concordia celebrada entre Juan II y Alfonso V de Aragón en 1453, los reyes y los infantes Isabel y Alfonso se comprometieron a vestir la divisa aragonesa, la Orden de la Jarra; Alfonso V a cambio hizo lo mismo con la Orden de la Escama, la divisa personal de Juan II.

## Su figura en la ficción
En la serie de televisión española de ficción titulada «Isabel», inspirada en la vida de su hija, la reina Isabel I de Castilla, el personaje de Isabel de Portugal es interpretado por la actriz Clara Sanchis.
También está inspirada en ella la novela «La reina de Espadas», obra de Javier Mas en 2021, en la que Isabel mantiene una lucha de poder con Juana de Pimentel, condesa de Montalbán y viuda de Álvaro de Luna, por la corona de Castilla, utilizando como nexo la lobera, mítica espada del rey Fernando III de Castilla.

## Descendientes con los mismos problemas mentales
Se cree que algunos descendientes de Isabel sufrieron sus mismos problemas mentales; estos descendientes fueron: Juana I de Castilla; María de Habsburgo-Jagellón; María Leonor de Brandeburgo; Felipe V de España y Fernando VI de España. Aunque esto simplemente es una posición, ya que muchos de estos casos tuvieron el mismo patrón, además que el riesgo de sufrir estos problemas de salud mental, también podría aumentar debido al Incesto, muy frecuente en aquellos tiempos entre la realeza. 
Se cree en algunas ocasiones que la razón de la locura de Isabel de Portugal se debió a que sus padres, Juan de Portugal e Isabel de Barcelos eran medio tío y media sobrina del Rey Juan I de Portugal.

## Ancestros
| \| \| \| \| \| \| \| \| \| \| \| \| \| \| \| \| \| \| \| \| 16. Alfonso IV, rey de Portugal \| \| \| \| \| \| \| \| \| \| \| \| \| \| \| \| \| \| \| \| \| \| \| \| \| \| \| \| \| \| \| \| \| \| \| \| \| \| \| \| \| \| \| \| \| \| \| \| \| \| \| \| \| \| 8. Pedro I, rey de Portugal (=24) \| \| \| \| \| \| \| \| \| \| \| \| \| \| \| \| \| \| \| \| \| \| \| \| \| \| \| \| \| \| \| \| \| \| \| \| \| \| \| \| \| \| \| \| \| \| \| \| \| \| \| \| \| \| 17. Infanta Beatriz de Castilla \| \| \| \| \| \| \| \| \| \| \| \| \| \| \| \| \| \| \| \| \| \| \| \| \| \| \| \| \| \| \| \| \| \| \| \| \| \| \| \| \| \| \| \| \| \| \| \| \| \| \| \| \| \| 4. Juan I,rey de Portugal (=12) \| \| \| \| \| \| \| \| \| \| \| \| \| \| \| \| \| \| \| \| \| \| \| \| \| \| \| \| \| \| \| \| \| \| \| \| \| \| \| \| \| \| \| \| \| \| \| \| \| \| \| \| \| \| 18. Lourenço Martins \| \| \| \| \| \| \| \| \| \| \| \| \| \| \| \| \| \| \| \| \| \| \| \| \| \| \| \| \| \| \| \| \| \| \| \| \| \| \| \| \| \| \| \| \| \| \| \| \| \| \| \| \| \| 9. Teresa Gille Lourenço (=25) \| \| \| \| \| \| \| \| \| \| \| \| \| \| \| \| \| \| \| \| \| \| \| \| \| \| \| \| \| \| \| \| \| \| \| \| \| \| \| \| \| \| \| \| \| \| \| \| \| \| \| \| \| \| 19. Sancha Martins \| \| \| \| \| \| \| \| \| \| \| \| \| \| \| \| \| \| \| \| \| \| \| \| \| \| \| \| \| \| \| \| \| \| \| \| \| \| \| \| \| \| \| \| \| \| \| \| \| \| \| \| \| \| 2. Infante Juan de Portugal \| \| \| \| \| \| \| \| \| \| \| \| \| \| \| \| \| \| \| \| \| \| \| \| \| \| \| \| \| \| \| \| \| \| \| \| \| \| \| \| \| \| \| \| \| \| \| \| \| \| \| \| \| \| 20. Eduardo III, rey de Inglaterra \| \| \| \| \| \| \| \| \| \| \| \| \| \| \| \| \| \| \| \| \| \| \| \| \| \| \| \| \| \| \| \| \| \| \| \| \| \| \| \| \| \| \| \| \| \| \| \| \| \| \| \| \| \| 10. Príncipe Juan, duque de Lancaster \| \| \| \| \| \| \| \| \| \| \| \| \| \| \| \| \| \| \| \| \| \| \| \| \| \| \| \| \| \| \| \| \| \| \| \| \| \| \| \| \| \| \| \| \| \| \| \| \| \| \| \| \| \| 21. Condesa Felipa de Henao \| \| \| \| \| \| \| \| \| \| \| \| \| \| \| \| \| \| \| \| \| \| \| \| \| \| \| \| \| \| \| \| \| \| \| \| \| \| \| \| \| \| \| \| \| \| \| \| \| \| \| \| \| \| 5. Princesa Felipa de Inglaterra \| \| \| \| \| \| \| \| \| \| \| \| \| \| \| \| \| \| \| \| \| \| \| \| \| \| \| \| \| \| \| \| \| \| \| \| \| \| \| \| \| \| \| \| \| \| \| \| \| \| \| \| \| \| 22. Enrique de Grosmont, I duque de Lancaster \| \| \| \| \| \| \| \| \| \| \| \| \| \| \| \| \| \| \| \| \| \| \| \| \| \| \| \| \| \| \| \| \| \| \| \| \| \| \| \| \| \| \| \| \| \| \| \| \| \| \| \| \| \| 11. Lady Blanca de Lancaster \| \| \| \| \| \| \| \| \| \| \| \| \| \| \| \| \| \| \| \| \| \| \| \| \| \| \| \| \| \| \| \| \| \| \| \| \| \| \| \| \| \| \| \| \| \| \| \| \| \| \| \| \| \| 23. Lady Isabel de Beaumont \| \| \| \| \| \| \| \| \| \| \| \| \| \| \| \| \| \| \| \| \| \| \| \| \| \| \| \| \| \| \| \| \| \| \| \| \| \| \| \| \| \| \| \| \| \| \| \| \| \| \| \| \| \| 1. Infanta Isabel de Portugal \| \| \| \| \| \| \| \| \| \| \| \| \| \| \| \| \| \| \| \| \| \| \| \| \| \| \| \| \| \| \| \| \| \| \| \| \| \| \| \| \| \| \| \| \| \| \| \| \| \| \| \| \| \| 24. Pedro I, rey de Portugal (=8) \| \| \| \| \| \| \| \| \| \| \| \| \| \| \| \| \| \| \| \| \| \| \| \| \| \| \| \| \| \| \| \| \| \| \| \| \| \| \| \| \| \| \| \| \| \| \| \| \| \| \| \| \| \| 12. Juan I, rey de Portugal (=4) \| \| \| \| \| \| \| \| \| \| \| \| \| \| \| \| \| \| \| \| \| \| \| \| \| \| \| \| \| \| \| \| \| \| \| \| \| \| \| \| \| \| \| \| \| \| \| \| \| \| \| \| \| \| 25. Teresa Gille Lourenço (=9) \| \| \| \| \| \| \| \| \| \| \| \| \| \| \| \| \| \| \| \| \| \| \| \| \| \| \| \| \| \| \| \| \| \| \| \| \| \| \| \| \| \| \| \| \| \| \| \| \| \| \| \| \| \| 6. Alfonso I de Braganza y Pires, I duque de Braganza \| \| \| \| \| \| \| \| \| \| \| \| \| \| \| \| \| \| \| \| \| \| \| \| \| \| \| \| \| \| \| \| \| \| \| \| \| \| \| \| \| \| \| \| \| \| \| \| \| \| \| \| \| \| 26. Pedro Esteves \| \| \| \| \| \| \| \| \| \| \| \| \| \| \| \| \| \| \| \| \| \| \| \| \| \| \| \| \| \| \| \| \| \| \| \| \| \| \| \| \| \| \| \| \| \| \| \| \| \| \| \| \| \| 13. Inés Pires \| \| \| \| \| \| \| \| \| \| \| \| \| \| \| \| \| \| \| \| \| \| \| \| \| \| \| \| \| \| \| \| \| \| \| \| \| \| \| \| \| \| \| \| \| \| \| \| \| \| \| \| \| \| 27. María Anes \| \| \| \| \| \| \| \| \| \| \| \| \| \| \| \| \| \| \| \| \| \| \| \| \| \| \| \| \| \| \| \| \| \| \| \| \| \| \| \| \| \| \| \| \| \| \| \| \| \| \| \| \| \| 3. Isabel de Braganza y Alvim \| \| \| \| \| \| \| \| \| \| \| \| \| \| \| \| \| \| \| \| \| \| \| \| \| \| \| \| \| \| \| \| \| \| \| \| \| \| \| \| \| \| \| \| \| \| \| \| \| \| \| \| \| \| 28. Álvaro Gonçalves Pereira \| \| \| \| \| \| \| \| \| \| \| \| \| \| \| \| \| \| \| \| \| \| \| \| \| \| \| \| \| \| \| \| \| \| \| \| \| \| \| \| \| \| \| \| \| \| \| \| \| \| \| \| \| \| 14. San Nuño de Santa María, VII conde de Barcelos \| \| \| \| \| \| \| \| \| \| \| \| \| \| \| \| \| \| \| \| \| \| \| \| \| \| \| \| \| \| \| \| \| \| \| \| \| \| \| \| \| \| \| \| \| \| \| \| \| \| \| \| \| \| 29. Iria Gonçalves do Carvalhal \| \| \| \| \| \| \| \| \| \| \| \| \| \| \| \| \| \| \| \| \| \| \| \| \| \| \| \| \| \| \| \| \| \| \| \| \| \| \| \| \| \| \| \| \| \| \| \| \| \| \| \| \| \| 7. Beatriz Pereira de Alvim \| \| \| \| \| \| \| \| \| \| \| \| \| \| \| \| \| \| \| \| \| \| \| \| \| \| \| \| \| \| \| \| \| \| \| \| \| \| \| \| \| \| \| \| \| \| \| \| \| \| \| \| \| \| 30. Juan Pires de Alvim \| \| \| \| \| \| \| \| \| \| \| \| \| \| \| \| \| \| \| \| \| \| \| \| \| \| \| \| \| \| \| \| \| \| \| \| \| \| \| \| \| \| \| \| \| \| \| \| \| \| \| \| \| \| 15. Leonor de Alvim \| \| \| \| \| \| \| \| \| \| \| \| \| \| \| \| \| \| \| \| \| \| \| \| \| \| \| \| \| \| \| \| \| \| \| \| \| \| \| \| \| \| \| \| \| \| \| \| \| \| \| \| \| \| 31. Blanca Pires Coelho \| \| \| \| \| \| \| \| \| \| \| \| \| \| \| \| \| \| \| \| \| \| \| \| \| \| \| \| \| \| \| \| \| \| \| \| \| \| \| \| \| \| \| \| \| \| \| \| \| \| \| \| |                                                       |  |  |  |  |  |  |  |  |  |  |  |  |  |  |  |
| |                                                       |  |  |  |  |  |  |  |  |  |  |  |  |  |  |  |
| | 16. Alfonso IV, rey de Portugal                       |  |  |  |  |  |  |  |  |  |  |  |  |  |  |  |
| |                                                       |  |  |  |  |  |  |  |  |  |  |  |  |  |  |  |
| |                                                       |  |  |  |  |  |  |  |  |  |  |  |  |  |  |  |
| | 8. Pedro I, rey de Portugal (=24)                     |  |  |  |  |  |  |  |  |  |  |  |  |  |  |  |
| |                                                       |  |  |  |  |  |  |  |  |  |  |  |  |  |  |  |
| |                                                       |  |  |  |  |  |  |  |  |  |  |  |  |  |  |  |
| | 17. Infanta Beatriz de Castilla                       |  |  |  |  |  |  |  |  |  |  |  |  |  |  |  |
| |                                                       |  |  |  |  |  |  |  |  |  |  |  |  |  |  |  |
| |                                                       |  |  |  |  |  |  |  |  |  |  |  |  |  |  |  |
| | 4. Juan I,rey de Portugal (=12)                       |  |  |  |  |  |  |  |  |  |  |  |  |  |  |  |
| |                                                       |  |  |  |  |  |  |  |  |  |  |  |  |  |  |  |
| |                                                       |  |  |  |  |  |  |  |  |  |  |  |  |  |  |  |
| | 18. Lourenço Martins                                  |  |  |  |  |  |  |  |  |  |  |  |  |  |  |  |
| |                                                       |  |  |  |  |  |  |  |  |  |  |  |  |  |  |  |
| |                                                       |  |  |  |  |  |  |  |  |  |  |  |  |  |  |  |
| | 9. Teresa Gille Lourenço (=25)                        |  |  |  |  |  |  |  |  |  |  |  |  |  |  |  |
| |                                                       |  |  |  |  |  |  |  |  |  |  |  |  |  |  |  |
| |                                                       |  |  |  |  |  |  |  |  |  |  |  |  |  |  |  |
| | 19. Sancha Martins                                    |  |  |  |  |  |  |  |  |  |  |  |  |  |  |  |
| |                                                       |  |  |  |  |  |  |  |  |  |  |  |  |  |  |  |
| |                                                       |  |  |  |  |  |  |  |  |  |  |  |  |  |  |  |
| | 2. Infante Juan de Portugal                           |  |  |  |  |  |  |  |  |  |  |  |  |  |  |  |
| |                                                       |  |  |  |  |  |  |  |  |  |  |  |  |  |  |  |
| |                                                       |  |  |  |  |  |  |  |  |  |  |  |  |  |  |  |
| | 20. Eduardo III, rey de Inglaterra                    |  |  |  |  |  |  |  |  |  |  |  |  |  |  |  |
| |                                                       |  |  |  |  |  |  |  |  |  |  |  |  |  |  |  |
| |                                                       |  |  |  |  |  |  |  |  |  |  |  |  |  |  |  |
| | 10. Príncipe Juan, duque de Lancaster                 |  |  |  |  |  |  |  |  |  |  |  |  |  |  |  |
| |                                                       |  |  |  |  |  |  |  |  |  |  |  |  |  |  |  |
| |                                                       |  |  |  |  |  |  |  |  |  |  |  |  |  |  |  |
| | 21. Condesa Felipa de Henao                           |  |  |  |  |  |  |  |  |  |  |  |  |  |  |  |
| |                                                       |  |  |  |  |  |  |  |  |  |  |  |  |  |  |  |
| |                                                       |  |  |  |  |  |  |  |  |  |  |  |  |  |  |  |
| | 5. Princesa Felipa de Inglaterra                      |  |  |  |  |  |  |  |  |  |  |  |  |  |  |  |
| |                                                       |  |  |  |  |  |  |  |  |  |  |  |  |  |  |  |
| |                                                       |  |  |  |  |  |  |  |  |  |  |  |  |  |  |  |
| | 22. Enrique de Grosmont, I duque de Lancaster         |  |  |  |  |  |  |  |  |  |  |  |  |  |  |  |
| |                                                       |  |  |  |  |  |  |  |  |  |  |  |  |  |  |  |
| |                                                       |  |  |  |  |  |  |  |  |  |  |  |  |  |  |  |
| | 11. Lady Blanca de Lancaster                          |  |  |  |  |  |  |  |  |  |  |  |  |  |  |  |
| |                                                       |  |  |  |  |  |  |  |  |  |  |  |  |  |  |  |
| |                                                       |  |  |  |  |  |  |  |  |  |  |  |  |  |  |  |
| | 23. Lady Isabel de Beaumont                           |  |  |  |  |  |  |  |  |  |  |  |  |  |  |  |
| |                                                       |  |  |  |  |  |  |  |  |  |  |  |  |  |  |  |
| |                                                       |  |  |  |  |  |  |  |  |  |  |  |  |  |  |  |
| | 1. Infanta Isabel de Portugal                         |  |  |  |  |  |  |  |  |  |  |  |  |  |  |  |
| |                                                       |  |  |  |  |  |  |  |  |  |  |  |  |  |  |  |
| |                                                       |  |  |  |  |  |  |  |  |  |  |  |  |  |  |  |
| | 24. Pedro I, rey de Portugal (=8)                     |  |  |  |  |  |  |  |  |  |  |  |  |  |  |  |
| |                                                       |  |  |  |  |  |  |  |  |  |  |  |  |  |  |  |
| |                                                       |  |  |  |  |  |  |  |  |  |  |  |  |  |  |  |
| | 12. Juan I, rey de Portugal (=4)                      |  |  |  |  |  |  |  |  |  |  |  |  |  |  |  |
| |                                                       |  |  |  |  |  |  |  |  |  |  |  |  |  |  |  |
| |                                                       |  |  |  |  |  |  |  |  |  |  |  |  |  |  |  |
| | 25. Teresa Gille Lourenço (=9)                        |  |  |  |  |  |  |  |  |  |  |  |  |  |  |  |
| |                                                       |  |  |  |  |  |  |  |  |  |  |  |  |  |  |  |
| |                                                       |  |  |  |  |  |  |  |  |  |  |  |  |  |  |  |
| | 6. Alfonso I de Braganza y Pires, I duque de Braganza |  |  |  |  |  |  |  |  |  |  |  |  |  |  |  |
| |                                                       |  |  |  |  |  |  |  |  |  |  |  |  |  |  |  |
| |                                                       |  |  |  |  |  |  |  |  |  |  |  |  |  |  |  |
| | 26. Pedro Esteves                                     |  |  |  |  |  |  |  |  |  |  |  |  |  |  |  |
| |                                                       |  |  |  |  |  |  |  |  |  |  |  |  |  |  |  |
| |                                                       |  |  |  |  |  |  |  |  |  |  |  |  |  |  |  |
| | 13. Inés Pires                                        |  |  |  |  |  |  |  |  |  |  |  |  |  |  |  |
| |                                                       |  |  |  |  |  |  |  |  |  |  |  |  |  |  |  |
| |                                                       |  |  |  |  |  |  |  |  |  |  |  |  |  |  |  |
| | 27. María Anes                                        |  |  |  |  |  |  |  |  |  |  |  |  |  |  |  |
| |                                                       |  |  |  |  |  |  |  |  |  |  |  |  |  |  |  |
| |                                                       |  |  |  |  |  |  |  |  |  |  |  |  |  |  |  |
| | 3. Isabel de Braganza y Alvim                         |  |  |  |  |  |  |  |  |  |  |  |  |  |  |  |
| |                                                       |  |  |  |  |  |  |  |  |  |  |  |  |  |  |  |
| |                                                       |  |  |  |  |  |  |  |  |  |  |  |  |  |  |  |
| | 28. Álvaro Gonçalves Pereira                          |  |  |  |  |  |  |  |  |  |  |  |  |  |  |  |
| |                                                       |  |  |  |  |  |  |  |  |  |  |  |  |  |  |  |
| |                                                       |  |  |  |  |  |  |  |  |  |  |  |  |  |  |  |
| | 14. San Nuño de Santa María, VII conde de Barcelos    |  |  |  |  |  |  |  |  |  |  |  |  |  |  |  |
| |                                                       |  |  |  |  |  |  |  |  |  |  |  |  |  |  |  |
| |                                                       |  |  |  |  |  |  |  |  |  |  |  |  |  |  |  |
| | 29. Iria Gonçalves do Carvalhal                       |  |  |  |  |  |  |  |  |  |  |  |  |  |  |  |
| |                                                       |  |  |  |  |  |  |  |  |  |  |  |  |  |  |  |
| |                                                       |  |  |  |  |  |  |  |  |  |  |  |  |  |  |  |
| | 7. Beatriz Pereira de Alvim                           |  |  |  |  |  |  |  |  |  |  |  |  |  |  |  |
| |                                                       |  |  |  |  |  |  |  |  |  |  |  |  |  |  |  |
| |                                                       |  |  |  |  |  |  |  |  |  |  |  |  |  |  |  |
| | 30. Juan Pires de Alvim                               |  |  |  |  |  |  |  |  |  |  |  |  |  |  |  |
| |                                                       |  |  |  |  |  |  |  |  |  |  |  |  |  |  |  |
| |                                                       |  |  |  |  |  |  |  |  |  |  |  |  |  |  |  |
| | 15. Leonor de Alvim                                   |  |  |  |  |  |  |  |  |  |  |  |  |  |  |  |
| |                                                       |  |  |  |  |  |  |  |  |  |  |  |  |  |  |  |
| |                                                       |  |  |  |  |  |  |  |  |  |  |  |  |  |  |  |
| | 31. Blanca Pires Coelho                               |  |  |  |  |  |  |  |  |  |  |  |  |  |  |  |
| |                                                       |  |  |  |  |  |  |  |  |  |  |  |  |  |  |  |
| |                                                       |  |  |  |  |  |  |  |  |  |  |  |  |  |  |  |

| Predecesora: María de Aragón | Reina consorte de la Corona de Castilla 1447 – 1454 | Sucesora: Juana de Portugal |